# Lapsang La
Lapsang La – przełęcz położona we wschodnim Nepalu, w Himalajach, w grupie górskiej Kangczengdzonga Himal, na wysokości 5108 m n.p.m. Znajduje się na drodze z Ghunsy do Lapsang.